# Lycaena maxima
Lycaena maxima är en fjärilsart som beskrevs av Bang-haas 1928. Lycaena maxima ingår i släktet Lycaena och familjen juvelvingar. Inga underarter finns listade i Catalogue of Life.